# 弓月薫
弓月 薫（ゆづき かおる、1970年9月15日 - ）は、日本の元AV女優。

## 人物
身長：157cm。東京都出身。スリーサイズ：B83・W56・H83。血液型：B型。
- 趣味：ショッピング[1]
- ミスコン出身の美形女優だった。

## 活動
- 1990年にデビューした。
- 1991年に引退をした。

## 作品
1990年
- 甘い夜に胸ふるわせて（9月14日、VIP 7D-67）
- 姉妹天国 危機七発（12月1日、VIP 7E-88）VHS 全7名
  - 姉妹天国 危機七発（2015年4月30日、群雄社 AVD-043）DVD 全7名

1991年
- 奥まで姦通（ステラ STV-1042）
- 淫女伝説 2 弓月薫 森山愛里 小暮千絵（ステラ STV-1046）全3名
- 腰フラダンスの犬・奥まで姦通（VIP 8D-049）
- 凌虐の儀式（KUKI QX-154）
- コレクションX 2 窒息寸前巨乳スペシャル（KUKI QX220）全9名
- フルートの技巧（KUKI JF-49）
- いたぶり生体実験（5月24日、アリスJAPAN KW-7065）
- 逆ソープ天国（8月9日、アリスJAPAN KW-7070）
- H秘書はナマがお好き 6（8月29日、シェール HRC-090）
- 私そんなに匂うかしら（パリス DP-027）
- 腔全ワイセツ有罪確定 弓月薫 あけの美憂 麗華 森川いづみ（12月23日、パリス DP-034）全4名
- 推定娼婦（KKタイリク TFD-2）

1992年
- シルキー・ルージュ（2月10日、ホップビデオ KS-04）
- 月影のヌプリ（2月20日、クリスタル映像 ME-17）
- ネーチャンのぶっとい乳房（2月25日、KKタイリク TFO-22）全10名
- 恥ずかしすぎる快楽（3月17日、ヴェスコインターナショナル MAS-070）※「腰フラダンスの犬」を再編集したもの
- 信じられない ズッコン 30連発 森川いづみ 弓月薫 ほか（3月20日、ロイヤル・アート MK-003）全30名
- 夜は娼婦のように いつも女は男のほしいまま（4月19日、大陸書房 PV-1760）
- 乳乱・絶頂淫舞（8月10日、KKコスミック CV-1099）全10名
- 禁断の甘い果実（コアエンタープライズ COA-01）
- 高級娼婦倶楽部　昼はOL、夜はガーターの女（イメージ・ボックス SA-12）
- スキンシップ（PIAA PROJECT PI-01）
- 天使のくちづけ 弓月薫 小暮千絵 森山愛理（アイダス PK-08）全3名
- 高級オナペット倶楽部 創刊記念淫乱号 白石ひとみ 浅井理恵 渚友紀 他（明文社 MA-57）全5名
- 欲しがり（タイムアロー）
- 夏彦のD乳コレクション　4　弓月薫 早紀麻未 麗華（イメージ・ボックス）全3名

1993年
- 官能セクシア（タイムリー企画 TIM-001）
- 真最中はエロの顔（アイザック/夢中企画 MU-D10）全10名

1994年
- ナイスバディに乾杯（東京ミューズ TS-3003）

2000年
- 8時間耐久AV（9月29日、ロイヤルアート MKDV-043）全60名

2001年
- Allure 2000 vol.1（8月17日、メディアバンク ARD-027）全8名

2006年
- Actrice 5 1985～1995 美乳AVアイドル Best 12（9月5日、アイザックTOKYO ZD-09）全12名

2011年以降
- Legend Special VOL.55 弓月薫（2011年4月15日、エーエスジェイ GRAS-055）※「私そんなに匂うかしら」「奥まで姦通」「推定娼婦」を収録
- 復刻セレクション フルートの技巧 弓月薫（2012年8月10日、KUKI KK-255）
- アリスJAPAN プレミアムコレクション 逆ソープ天国 弓月薫（2016年1月25日、アリスJAPAN）

発売年不明
- バク烈巨乳最前線 揉んでしゃぶってコネくって（サンフラワー SUF-001）VHS 全5名

## 書籍

### 雑誌
- 週刊大衆 1991年4月29日号（双葉社）
- オレンジ通信 1991年9月号（東京三世社）
- SUPER GALS NOW 1991年9月号、1992年3月号（リイド社/シュベール出版）